# Adis Ahmetovic

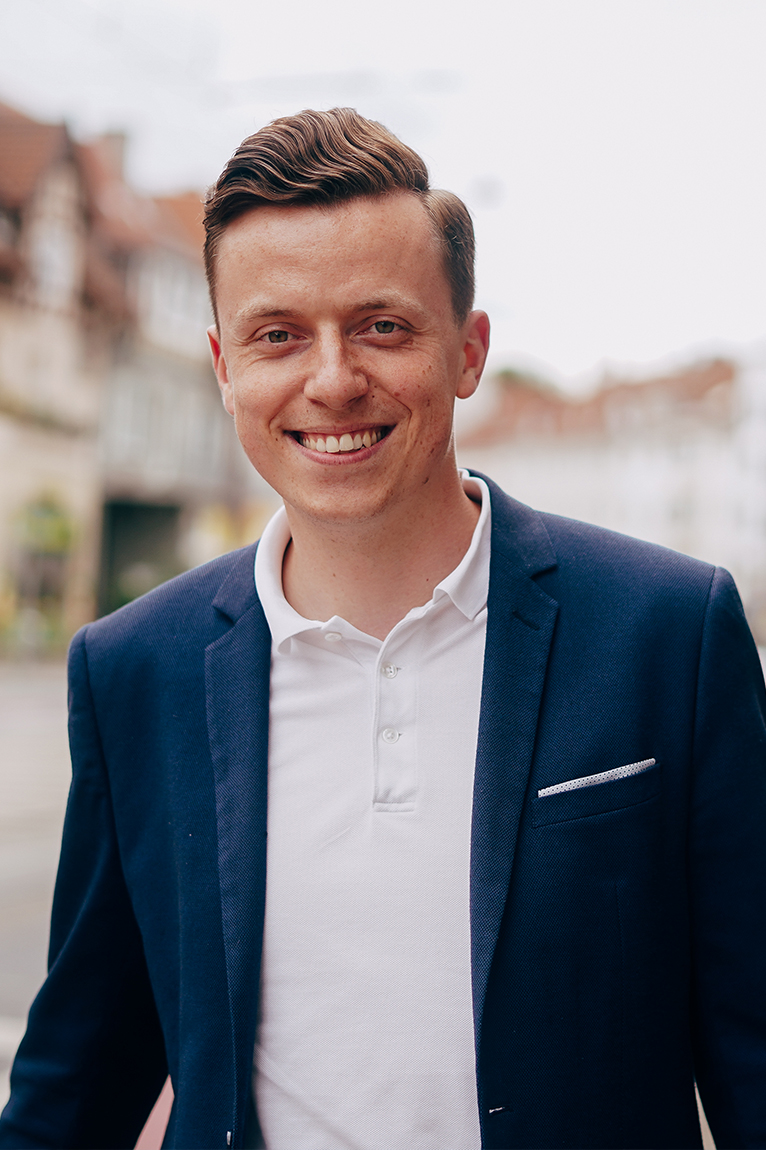
Adis Ahmetovic (2021)

Adis Ahmetovic (Aussprache [axměːtoʋitɕ]; bosnisch Ahmetović; * 27. Juli 1993 in Hannover) ist ein deutscher Politiker (SPD). Seit 2021 ist er Mitglied des Deutschen Bundestages. Er ist seit 2025 außenpolitischer Sprecher der SPD-Bundestagsfraktion.

## Leben und Beruf
Die Eltern Ahmetovics stammen aus Bosnien und Herzegowina. Wegen der Jugoslawienkriege flohen sie im Jahr 1992 nach Hannover, dort wurde Adis Ahmetovic im Juli 1993 geboren. Sein Vater Fuad, der zuvor in Kotor Varoš als Verwaltungsjurist tätig war, arbeitete in Deutschland auf dem Bau und später als Lagerist, seine Mutter Edina als Reinigungskraft. 1996 sollte die Familie abgeschoben werden, dies verhinderte der Rechtsanwalt der Familie, Matthias Miersch, dessen Fraktionskollege Ahmetovic mit seinem Einzug in den Bundestag 2021 wurde.
Ahmetovic besuchte ab 2004 die Herschelschule Hannover und schloss diese im Jahr 2011 mit dem Abitur ab. An der Leibniz Universität Hannover studierte er Politik-Wirtschaft und Germanistik auf Lehramt. Während seines Studiums von 2011 bis 2016 war er Stipendiat der Friedrich-Ebert-Stiftung. Im Jahr 2015 erhielt er seinen Bachelor of Arts. 2019 schloss er sein Studium mit dem Master of Education ab.
Während des Studiums arbeitete Ahmetovic 2013 als studentischer Mitarbeiter der Bundestagsabgeordneten Kerstin Tack. 2015 wurde Ahmetovic Leiter des Wahlkreisbüros des damaligen SPD-Mitglieds und Landtagsabgeordneten Mustafa Erkan, zuvor war Ahmetovic dort als wissenschaftlicher Mitarbeiter im Büro tätig. Von 2016 bis 2020 arbeitete er zunächst als Büroleiter und später als persönlicher Referent des Niedersächsischen Ministerpräsidenten und Vorsitzenden der SPD Niedersachsen Stephan Weil. Von 2020 bis zu seiner Wahl in den Deutschen Bundestag gehörte er als Referent „Regierungsplanung und Grundsatzfragen“ der Niedersächsischen Staatskanzlei an.

## Politische Tätigkeiten
Adis Ahmetovic trat im Jahr 2008 in die Sozialdemokratische Partei Deutschlands ein. Er war 2014 bis 2018 Vorsitzender der Jusos in der Region Hannover und ist seit 2020 einer der beiden Vorsitzenden des SPD Stadtverband Hannover. Im Jahr 2020 trat erstmals eine Doppelspitze für den Vorsitz an. Adis Ahmetovic trat gemeinsam mit Ulrike Strauch an, wurde gewählt und 2022 bestätigt. Seit 2024 übt er den Vorsitz gemeinsam mit Melanie Walter aus. im Mai 2025 wurde er zu einem der Stellvertretenden Vorsitzenden des SPD-Landesverbandes Niedersachsen gewählt.
Bei den Kommunalwahlen in Niedersachsen 2016 wurde Ahmetovic in den Bezirksrat Bothfeld-Vahrenheide gewählt. Bei den Kommunalwahlen in Niedersachsen 2021 trat er nicht nochmal an.
Bei der Bundestagswahl 2021 errang Ahmetovic das Direktmandat für den Bundestagswahlkreis Stadt Hannover I mit 34,9 % der Erststimmen. Er war ordentliches Mitglied des Auswärtigen Ausschusses und stellvertretendes Mitglied des Verteidigungsausschusses. Außerdem ist er Obmann im Unterausschuss Internationale Klima- und Energiepolitik.
Auch bei der vorgezogenen Bundestagswahl 2025 konnte er sein Direktmandat mit einem Ergebnis von 34,1 % verteidigen.
Seit 21. Mai 2025 ist Ahmetovic Mitglied im Auswärtigen Ausschuss und Außenpolitischer Sprecher der SPD-Bundestagsfraktion, sowie stellvertretendes Mitglied in den Ausschüssen für Verteidigung, Gesundheit und Kultur und Medien des Deutschen Bundestag.

## Politische Positionen

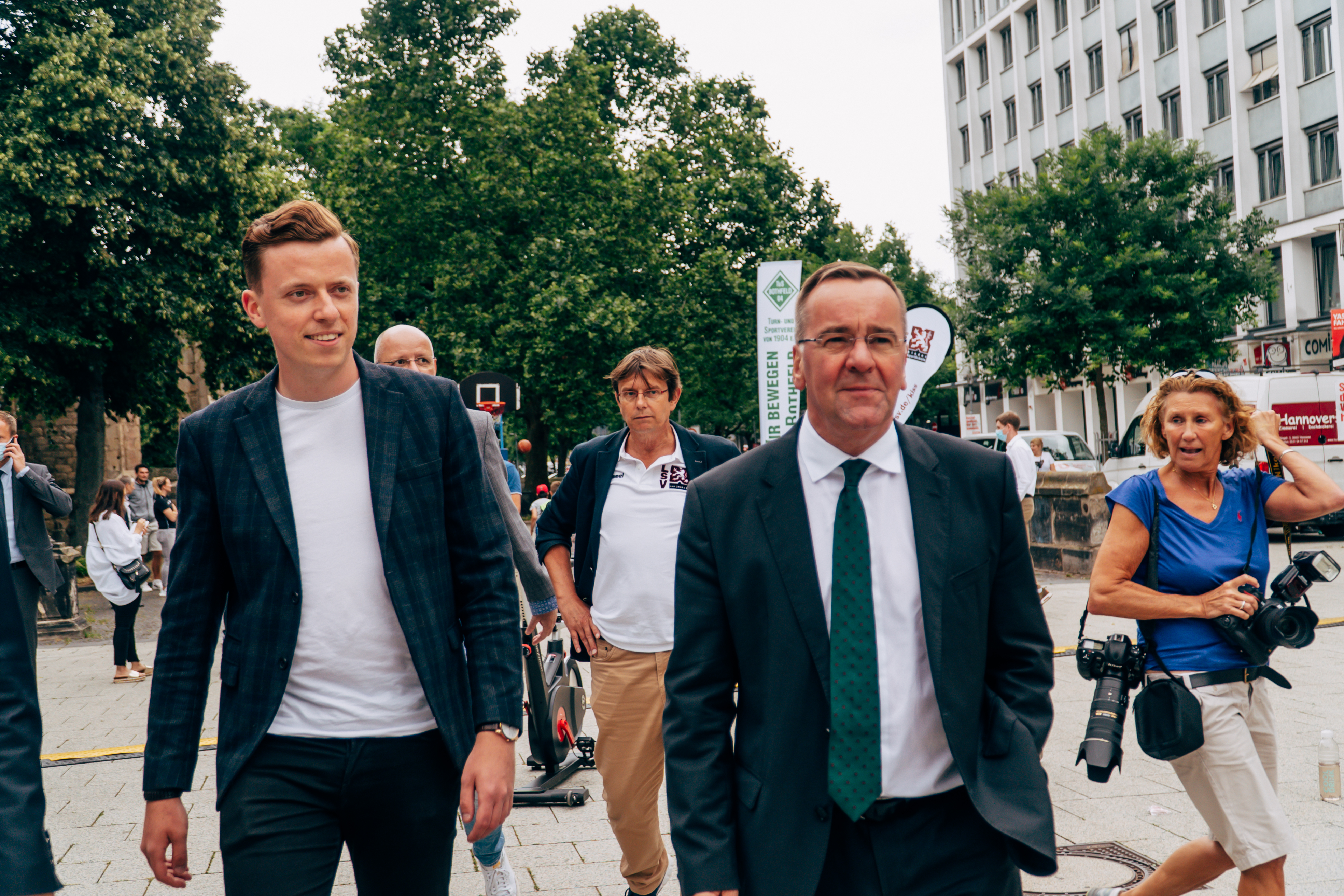
Adis Ahmetovic und Boris Pistorius (2021)

Ahmetovic strebt höhere Investitionen in Bildung, bessere Pflege und günstigeren Wohnraum an. Den Klimawandel möchte er u. a. mit der Einführung eines 365-Euro-Tickets bekämpfen. Zudem will er Hannover als Arbeitsstandort stärken. Als Außenpolitiker setzt er sich unter anderem für einen schnellen EU-Beitrittsprozess der gesamten Westbalkan-Region ein.

## Mitgliedschaften
In den Jahren 2017 bis 2021 war er Vorsitzender des Integrationsbeirates Bothfeld-Vahrenheide. Seit November 2020 ist Ahmetovic Vizepräsident des Deutschen Roten Kreuzes Region Hannover. Zudem ist er Mitglied der Gewerkschaft Erziehung und Wissenschaft, der Arbeiterwohlfahrt, des Arbeiter-Samariter-Bund Deutschland, der Johanniter-Unfall-Hilfe und der Freiwilligen Feuerwehren Stöcken und Vinnhorst sowie des Vereins Mach meinen Kumpel nicht an!.

## Privates
Im Alter von 22 Jahren erlangte Ahmetovic die deutsche Staatsangehörigkeit und gab seinen bosnischen Pass ab. Er beherrscht neben der deutschen auch die bosnische Sprache.
Ahmetovic ist nach eigenen Angaben ledig, konfessionslos, hat einen älteren Bruder und wohnt in Hannover-Bothfeld.
Am 3. Mai 2024 teilte Ahmetovic auf seiner Website mit, dass er an Lymphdrüsenkrebs erkrankt sei und sich einer entsprechenden Behandlung unterziehe. In einem Interview mit der Hannoverschen Allgemeinen Zeitung am 18. Oktober 2024 teilte Ahmetovic mit, dass er den Krebs besiegt habe.